# Rockland St Mary
Rockland St Mary ist eine Gemeinde (Civil parish) in der englischen Grafschaft Norfolk und dem Naturschutzgebiet der Norfolk Broads am Fluss Yare.

## Geschichte
Der älteste Teil des Ortes Rockland St Mary befindet sich am westlichen Ende der Straße The Street. Der Name „Rockland“ leitet sich von dem altnordischen Wort Rokelunda („Krähenhain“) ab.
In der Gemeinde wurden Feuersteinwerkzeuge, neolithische Axtköpfe und ein prähistorischer Schleifstein gefunden. Aus der Bronzezeit stammen bei Grabungen entdeckte Faustkeile. Aus römischer Zeit wurde ein Lehmofen nahe der südlichen Grenze der Gemeinde nachgewiesen.
Obwohl keine sächsischen Gebäude dokumentiert sind, erwähnt das Domesday Book des Jahres 1086 das Vorhandensein einer Kirche und rund 50 Haushaltungen. Nur wenig östlich der Pfarrkirche St Mary’s, die im 14. Jahrhundert erbaut wurde, finden sich die Ruinen der Kirche St Margaret’s, deren Gründungsdatum nicht bekannt ist.
Aus nachmittelalterlicher Zeit wird die Old Hall, ein Backsteinhaus aus dem 17. bis 18. Jahrhundert, und das Old Farmhouse, ein reetgedecktes Haus aus dem 17. Jahrhundert, von Heritage England als bedeutend eingestuft.
Auf dem Gelände des Rockland Broad wurde im Mittelalter Torf abgebaut. Im Spätmittelalter wurden die Torfstiche überflutet.

## Lage und Beschreibung
Die Gemeinde liegt rund 10 Kilometer südwestlich von Norwich. Nachbargemeinden sind Surlingham, Bramerton, Claxton und Hellington. Die 810 Einwohner der Gemeinde leben auf einer Fläche von fünfeinhalb Quadratkilometern.
Rockland St Mary liegt nur mit einem kurzen Abschnitt Weideland direkt am Fluss Yare. Zwei Stichkanäle, Short Dyke und Fleet Dyke, führen vom Yare aus in den Rockland Broad und weiter zu der Anlegestelle des Orts, den Rockland Staithe. Die Hauptbesiedlung befindet sich westlich davon als Straßendorf entlang The Street.
An der Anlegestelle befindet sich ein Gasthaus, The New Inn, und es gibt einen 81 Meter langen öffentlichen Kai, der Liegeplätze für zehn Sportboote bietet.
Rockland St Mary ist über kleine Landstraßen zu erreichen. Eine Buslinie verkehrt durch den Ort.

### Kirche St Mary’s

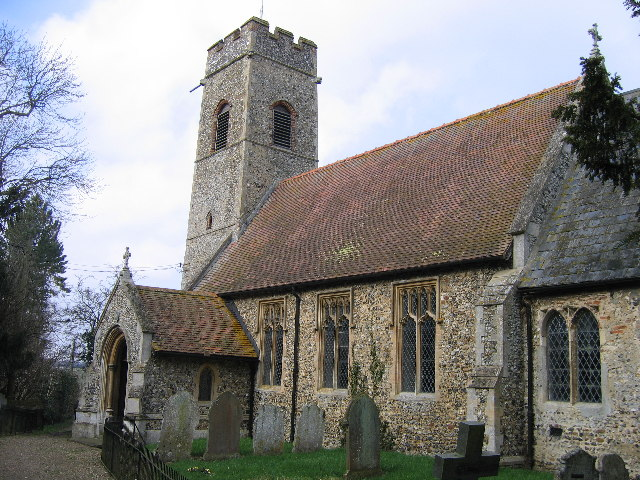
Kirche St Mary’s

St Mary’s ist überwiegend aus Feuerstein gebaut und mit Schieferziegeln gedeckt. An der mittelalterlichen Tür der Kirche aus dem 14. Jahrhundert sind noch der ursprüngliche Griff und die Beschläge erhalten.
Im Turm befinden sich drei Glocken aus dem Jahr 1599, die 1987 neu gestimmt und so angeordnet wurden, dass sie von einer am Boden stehenden Person geläutet werden können.

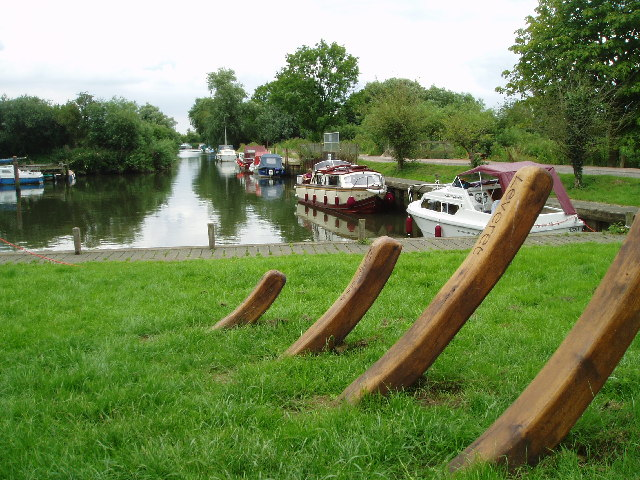
Anlegestelle Rockland mit Resten des Wracks einer traditionellen Norfolk wherry im Vordergrund

Das achteckige Taufbecken stammt aus dem 15. Jahrhundert und wurde mit Engeln, die Schilde tragen, und fröhlich gemalten Heiligenfiguren völlig neu gestaltet. Die Orgel stammt aus dem späten 19. Jahrhundert und wurde im Jahr 1981 von der ehemaligen Surrey-Kapelle in Norwich erworben.